# Giro d’Italia 2013
Der 96. Giro d’Italia fand vom 4. bis 26. Mai 2013 statt. Die Rundfahrt startete in Neapel und endete nach 21 Etappen nicht wie üblich in Mailand, sondern in Brescia. Im Gegensatz zu den vergangenen Austragungen wurden die erste und letzte Etappe nicht als Einzelzeitfahren, sondern als normale Etappe ausgetragen. Aufgrund von Schneefall und niedrigen Temperaturen in den Alpen musste die 19. Etappe abgesagt werden. Bei drei Hochgebirgsetappen wurde der Streckenverlauf kurzfristig geändert werden. Dadurch verkürzte sich die Gesamtlänge von 3455 auf 3333 Kilometer.

## Teilnehmer
Startberechtigt waren die 19 ProTeams. Zusätzlich vergab der Veranstalter RCS Sport Wild Cards an vier Professional Continental Teams. Durch eine Ausnahmegenehmigung des Weltverbands UCI durfte die Obergrenze von 200 Fahrern bei Straßenrennen überschritten werden. Jedes Team ging mit neun Fahrern an den Start. Unter den 207 Fahrern befanden sich fünf Deutsche und zwei Schweizer.
| ProTeams (19)- AG2R La Mondiale - Argos-Shimano - Astana - Blanco - BMC Racing Team - Cannondale Pro Cycling - Euskaltel-Euskadi - FDJ - Garmin Sharp - Katusha - Lampre-Merida - Lotto-Belisol - Movistar Team - Omega Pharma-Quick Step - Orica-GreenEDGE - RadioShack-Leopard - Saxo-Tinkoff - Sky - Vacansoleil-DCM Professional Continental Teams (4)- Androni Giocattoli-Venezuela - Bardiani Valvole-CSF Inox - Colombia - Vini Fantini-Selle Italia |
| |

### Favoriten
Die Favoriten um den Gesamtsieg waren der Gewinner des Vorjahres Ryder Hesjedal, der letztjährige Sieger der Tour de France Bradley Wiggins und der diesjährige Gewinner von Tirreno–Adriatico Vincenzo Nibali. Zum erweiterten Favoritenkreis zählten Olympiasieger Samuel Sánchez, der Gewinner der Tour de France von 2011 Cadel Evans, Giro-Sieger 2011 Michele Scarponi, sowie der Niederländer Robert Gesink und der Italiener Domenico Pozzovivo.
Carlos Betancur, Fabio Aru, Paolo Locatelli, Wilco Kelderman, Darwin Atapuma und Rafał Majka waren die aussichtsreichsten Fahrer im Kampf um das Weiße Trikot des besten Nachwuchsfahrers.
Für die Siege in den Massensprints auf den Flachetappen kam im Vorfeld vor allem der 10-fache Etappensieger Mark Cavendish infrage. Die größten Konkurrenten des Briten waren der Australier Matthew Goss, der Italiener Elia Viviani sowie der Deutsche John Degenkolb. Weitere Favoriten sind Nacer Bouhanni, Roberto Ferrari, Giacomo Nizzolo und Daniele Bennati.

## Etappen

### Ursprüngliche Planung
Nach dem Start auf einem Rundkurs in Neapel findet auf Ischia ein Teamzeitfahren statt. Im weiteren Verlauf führt die Strecke die Fahrer am Tyrrhenischen Meer entlang bis nach Serra San Bruno, wo am Ende der vierten Etappe der südlichste Punkt der Rundfahrt erreicht wird. Weiter geht es an der Küste des Golf von Tarent und der Adria auf flachen Abschnitten Richtung Norden bis in die Provinz Pesaro und Urbino, wo ein Einzelzeitfahren mit flachem Profil ausgetragen wird. Der neunte Abschnitt führt durch die Toskana nach Florenz, wo in diesem Jahr die Straßen-Weltmeisterschaften stattfinden werden. In der zweiten Woche werden die Alpen erreicht. Bergankünfte gibt es am Montasch, am Monte Jafferau und am Col du Galibier. Nach dem zweiten Ruhetag geht der Giro auf der 18. Etappe mit dem Bergzeitfahren nach Polsa in die entscheidende Phase. Die darauffolgende Bergetappe führt über das Stilfser Joch, das Dach des diesjährigen Giros, ins Martelltal in Südtirol. Die letzte Bergetappe mit fünf Pässen durch die Dolomiten endet an den Drei Zinnen. Nach 21 Etappen endet der Giro nach einem flachen Abschnitt in Brescia.

### Kurzfristige Änderungen
Aufgrund von Schneefall in den Alpen wurde der Verlauf von drei Hochgebirgsetappen kurzfristig geändert. Die 19. Etappe musste komplett abgesagt werden.
- 14. Etappe: Sestriere (Bergwertung der 2. Kategorie) auf einer Höhe von 2035 Meter wurde umfahren. Dadurch wurde die Etappe um 14 Kilometer verlängert.[3]
- 15. Etappe: Das Ziel der Etappe wurde von der Passhöhe des Col du Galibier (Valloire) auf 2645 Meter an das Denkmal für Marco Pantani (Les Granges du Galibier) auf 2301 Meter verlegt, wodurch die Etappe um 4,2 Kilometer kürzer wurde.[4]
- 19. Etappe: Ursprünglich sollte die Etappe mit drei schweren Bergwertungen über Ponte di Legno (1. Kat) und das Stilfser Joch (CC) ins Martelltal auf 2059 Metern (1. Kat) führen. Am Abend vor der Etappe wurde eine um 21 Kilometer verlängerte Streckenführung mit Anstiegen über den Tonalepass (2. Kat.) und das Hofmahdjoch (1. Kat) ins Martelltal angekündigt.[5] Doch am Morgen vor der Etappe musste der komplette Tagesabschnitt abgesagt werden.[6]
- 20. Etappe: Von den fünf geplanten Anstiegen wurden die ersten drei aus dem Programm genommen. Die um 7 Kilometer verlängerte Etappe führte wie geplant über den Passo Tre Croci (2. Kat) und endete an den Drei Zinnen (CC) auf 2304 Metern.[7]

### Etappenübersicht
| Etappe | Datum       | Strecke                                                       | Typ               | km   | Etappensieger        | Maglia Rosa      |
| ------ | ----------- | ------------------------------------------------------------- | ----------------- | ---- | -------------------- | ---------------- |
| 1.     | Sa, 4. Mai  | Neapel – Neapel                                               | Flachetappe       | 130  | Mark Cavendish       | Mark Cavendish   |
| 2.     | So, 5. Mai  | Ischia – Forio MZF                                            |                   | 17,4 | Sky ProCycling       | Salvatore Puccio |
| 3.     | Mo, 6. Mai  | Sorrent – Marina di Ascea                                     | Bergetappe        | 222  | Luca Paolini         | Luca Paolini     |
| 4.     | Di, 7. Mai  | Policastro Bussentino – Serra San Bruno                       | Bergetappe        | 246  | Enrico Battaglin     | Luca Paolini     |
| 5.     | Mi, 8. Mai  | Cosenza – Matera                                              | Flachetappe       | 203  | John Degenkolb       | Luca Paolini     |
| 6.     | Do, 9. Mai  | Mola di Bari – Margherita di Savoia                           | Flachetappe       | 169  | Mark Cavendish       | Luca Paolini     |
| 7.     | Fr, 10. Mai | San Salvo – Pescara                                           | Bergetappe        | 177  | Adam Hansen          | Beñat Intxausti  |
| 8.     | Sa, 11. Mai | Gabicce Mare – Saltara EZF                                    | Einzelzeitfahren  | 54,8 | Alex Dowsett         | Vincenzo Nibali  |
| 9.     | So, 12. Mai | Sansepolcro – Florenz                                         | Bergetappe        | 170  | Maxim Belkow         | Vincenzo Nibali  |
| R      | Mo, 13. Mai | 1. Ruhetag                                                    | Ruhetag           |      |                      | Vincenzo Nibali  |
| 10.    | Di, 14. Mai | Cordenons – Altopiano del Montasio                            | Hochgebirgsetappe | 167  | Rigoberto Urán       | Vincenzo Nibali  |
| 11.    | Mi, 15. Mai | Tarvis (Raibl) – Vajont (Erto e Casso)                        | Bergetappe        | 182  | Ramūnas Navardauskas | Vincenzo Nibali  |
| 12.    | Do, 16. Mai | Longarone – Treviso                                           | Flachetappe       | 134  | Mark Cavendish       | Vincenzo Nibali  |
| 13.    | Fr, 17. Mai | Busseto – Cherasco                                            | Flachetappe       | 254  | Mark Cavendish       | Vincenzo Nibali  |
| 014. 1 | Sa, 18. Mai | Cervere – Bardonecchia (Jafferau)                             | Hochgebirgsetappe | 182  | Mauro Santambrogio   | Vincenzo Nibali  |
| 015. 1 | So, 19. Mai | Cesana Torinese – Les Granges du Galibier (Monumento Pantani) | Hochgebirgsetappe | 145  | Giovanni Visconti    | Vincenzo Nibali  |
| R      | Mo, 20. Mai | 2. Ruhetag                                                    | Ruhetag           |      |                      | Vincenzo Nibali  |
| 16.    | Di, 21. Mai | Valloire – Ivrea                                              | Bergetappe        | 238  | Beñat Intxausti      | Vincenzo Nibali  |
| 17.    | Mi, 22. Mai | Caravaggio – Vicenza                                          | Flache tappe      | 214  | Giovanni Visconti    | Vincenzo Nibali  |
| 18.    | Do 23. Mai  | Mori – Polsa BZF                                              |                   | 20,6 | Vincenzo Nibali      | Vincenzo Nibali  |
| 019. 1 | Fr, 24. Mai | Ponte di Legno – Martelltal                                   | Hochgebirgsetappe | 160  | Etappe abgesagt      | Vincenzo Nibali  |
| 020. 1 | Sa, 25. Mai | Schlanders – Drei Zinnen                                      | Hochgebirgsetappe | 210  | Vincenzo Nibali      | Vincenzo Nibali  |
| 21.    | So, 26. Mai | Riese Pio X – Brescia                                         | Flachetappe       | 197  | Mark Cavendish       | Vincenzo Nibali  |

## Rennverlauf

### Erste Woche

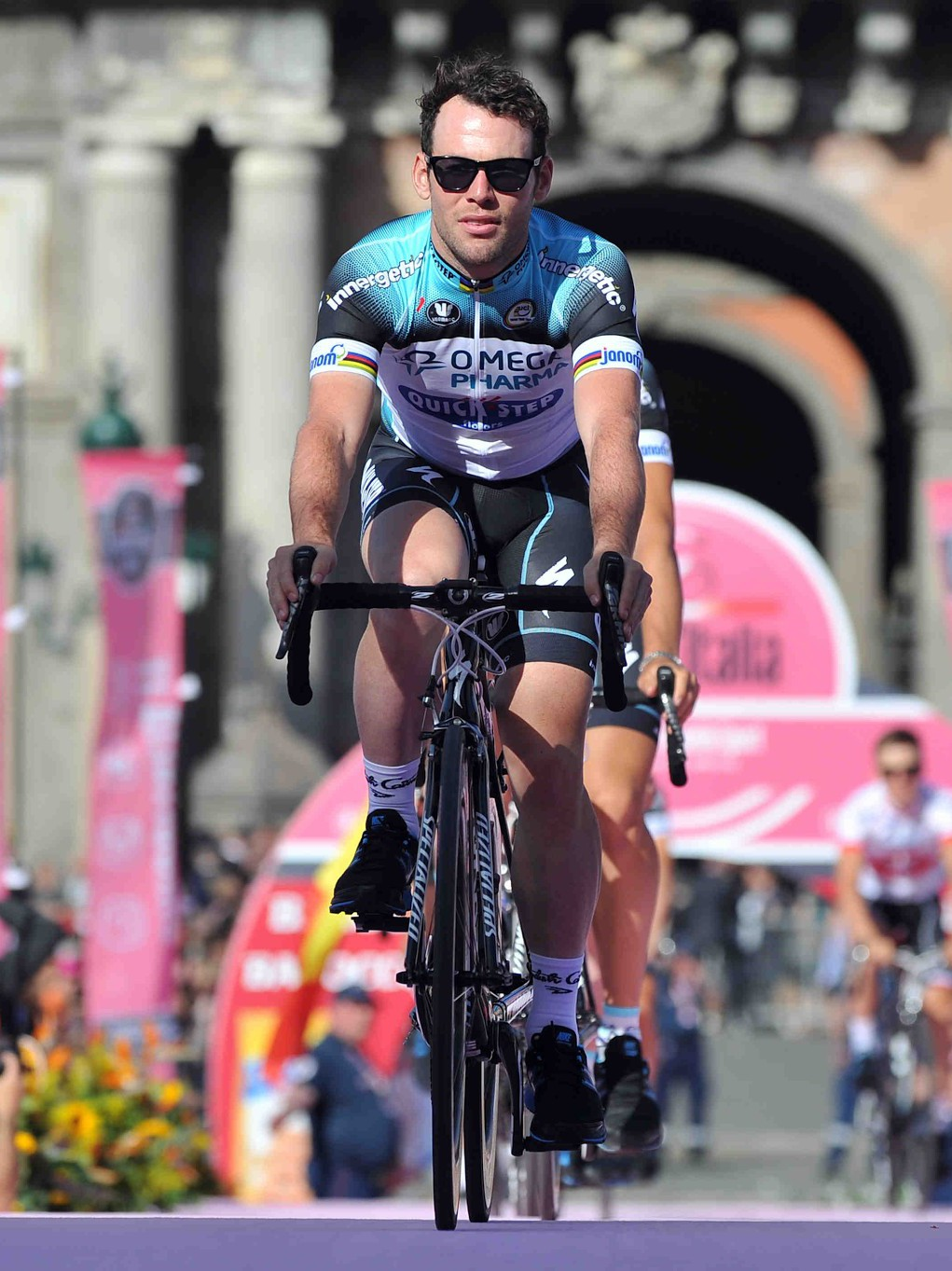
Mark Cavendish in Neapel

Die erste Etappe in Neapel konnte der Brite Mark Cavendish für sich entscheiden. Hinter ihm folgten der Italiener Elia Viviani und der französische Meister Nacer Bouhanni. Auf dem Rundkurs mit vier größeren Schleifen zu je 16,4 Kilometer mit 2 Bergwertungen der 4. Kategorie, folgten acht kleinere Schleifen über je acht Kilometer direkt an der Strandpromenade von Neapel. Zunächst konnten sich sieben Fahrer vom Feld absetzen, aber als letzter der Ausreißer wurde Cameron Wurf kurz vor dem Ende der drittletzten Runde eingeholt. Der Sturz eines Begleitmotorrades ungefähr einen Kilometer vor dem Ziel verhinderte einen Massensprint. Zehn Fahrer konnten sich absetzen und den Sieg unter sich ausmachen. Den Sprint des Hauptfeldes gewann John Degenkolb, der als Elfter das Feld mit 18 Sekunden Rückstand ins Ziel führte. Da der Sturz innerhalb der Drei-Kilometer-Zone stattfand, wurden die beiden Gruppen zeitgleich gewertet. Durch seinen Sieg sicherte sich Mark Cavendish das sowohl das rosa als auch die rote Trikot. Das erste blaue Trikot eroberte Giovanni Visconti.
Am zweiten Tag des Giros fand das Mannschaftszeitfahren auf Ischia statt. Auf einer Strecke von insgesamt 17,4 km führte der Kurs nach einer Schleife durchs Landesinnere entlang der Küste Richtung Westen. Nach einem erneuten Abstecher ins hüglige Hinterland der Insel erreichten die Fahrer das Ziel in Forio. Erst zum zweiten Mal seit 1959 fand eine Etappe des Giros auf Ischia statt. Das favorisierte Sky-Team konnte mit einem Vorsprung von neun Sekunden vor Movistar diesen Abschnitt für sich entscheiden. Dritter wurde Astana mit Vincenzo Nibali. Dahinter folgten das Team Katusha, danach mit 22 Sekunden Rückstand zeitgleich, die italienischen Teams Vini Fantini-Selle Italia um Mauro Santambrogio und Lampre-Merida mit dem Sieger des Giro d’Italia 2011 Michele Scarponi. Die Vorjahres-Sieger von Garmin Sharp mit Titelverteidiger Ryder Hesjedal landeten auf einem enttäuschenden 7. Rang mit 25 Sekunden Rückstand. Einen Rückschlag gab es für Euskaltel Euskadi um Samuel Sánchez. Bei der Zwischenzeit noch aussichtsreich auf dem achten Rang (+ 13 s), verloren sie in der Abfahrt zum Ziel ihren fünften Fahrer und wurden mit 61 Sekunden Vorletzte. Die Maglia Rosa eroberte der 23-jährige Italiener Salvatore Puccio, da er der erste der Sky-Fahrer war, der die Zierlinie überquerte.
Luca Paolini gewann die dritte Etappe und eroberte die Maglia Rosa sowie die Maglia Rossa. Er gehörte zu Beginn des Rennens zu einer siebenköpfigen Ausreißergruppe, von der er sich sieben Kilometer vor dem Ziel absetzen konnte. Cadel Evans führte die Gruppe mit den Favoriten als Zweiter vor Ryder Hesjedal ins Ziel. Michele Scarponi verlor durch einen Sturz auf nassem Asphalt in der letzten Abfahrt 44 Sekunden auf Gruppe mit den Favoriten. Nach einem Tag in rosa musste Salvatore Puccio das Trikot des Führenden wieder abgeben, da er am letzten Anstieg nicht mehr mithalten konnte.
Den vierten Abschnitt konnte der Italiener Enrico Battaglin (BAR) im Sprint der 36 Fahrer umfassenden Spitzengruppe für sich entscheiden. Bradley Wiggins stürzte kurz vor dem Ziel und verlor 17 Sekunden.
Die fünfte Etappe gewann John Degenkolb. 800 Meter vor dem Ziel kam auf nasser Fahrbahn Degenkolbs Anfahrer zu Fall und riss mehrere Fahrer mit sich mit, wobei eine Lücke entstand. 250 Meter vor dem Ziel konnte er den vorausfahrenden Marco Canola (BAR) überholen. Zweiter wurde Ángel Vicioso vor Paul Martens.
Im Massensprint der sechste Etappe konnte sich Mark Cavendish vor Elia Viviani und Matthew Goss durchsetzen. Cavendish holte sich das rote Trikot von Paolini zurück.
Den siebten Tagesabschnitt gewann der Australier Adam Hansen. Hansen gehörte einer sechsköpfigen Spitzengruppe an, die sich nach 30 Kilometern vom Hauptfeld absetzte. In den letzten Steigungen der Etappe konnte er seinen letzten Begleiter, den Italiener Emanuele Sella abschütteln und erreichte das Ziel 67 Sekunden vor dem Feld. Bradley Wiggins stürzte 7 Kilometer vor dem Ende der Etappe und verlor 1:24 Minuten auf die übrigen Favoriten. Luca Paolini kam Zeitgleich mit Wiggins ins Ziel und verlor das rosa Trikot an Beñat Intxausti.
Das erste der beiden Einzelzeitfahren wurde am 8. Tag des Giro s'Italia durchgeführt. Die ersten 24 Kilometer des 55 Kilometer lange Kurses führten der Küste entlang. Dieser Teil der Strecke mit vielen Kurven und kurzen Steigungen war technisch anspruchsvoll. Nach der ersten Zwischenzeit bei Kilometer 26 führte die Strecke ins Landesinnere. Ab Fenile bei Kilometer 37 folgte ein flacher Abschnitt mit wenigen Kurven. Nach der zweiten Zwischenzeit in Calcinelli drei Kilometer vor dem Ziel ging es dann nur noch Bergauf. Zunächst mit 3–4 % mäßig steil, erwarte die Fahrer auf den letzten 650 Meter eine Steigung von durchschnittlich 11,2 %. Sieger wurde der Brite Alex Dowsett, der mit zehn Sekunden Vorsprung vor dem Zeitfahrspezialisten Bradley Wiggins, der aufgrund eines Reifenschadens das Rad tauschen musste, gewann. Die Maglia Rosa eroberte Vincenzo Nibali, der nun das Klassement mit 29 Sekunden Vorsprung vor Cadel Evans anführt. Vorjahressieger Ryder Hesjedal ist mit einem Rückstand von 2:23 Minuten und Platz 19 der größten Verlierer des Tages. Der bisherige Träger des Rosa Trikots Beñat Intxausti kam mit einem Rückstand von 4:02 Minuten auf Platz 41 ins Ziel.
Die neunte Etappe führte die Fahrer nach Florenz, dem diesjährigen Austragungsort der Straßen-Weltmeisterschaften. Unter den vier Bergwertungen dieser Mittelgebirgs-Etappe war erstmals ein Anstieg der 1. Kategorie. Nach 20 Kilometern konnte sich eine elfköpfige Gruppe absetzen, die jedoch am ersten Berg auseinanderfiel. Bis zur zweiten Bergwertung bestand die Spitzengruppe aus drei Fahrern, bevor der Russe Maxim Belkov sich absetzte. Nach 50 km Einzelfahrt erreichte Belkov als erster das Ziel. Die Kolumbianer Carlos Betancur (+ 44 s) und Jarlinson Pantano (COL) (+ 46 s) wurden Zweiter und Dritter, der Schwede Tobias Ludvigsson (+ 54 s) erreichte Platz vier. Cadel Evans führte das Hauptfeld mit einem Rückstand von 1:03 Minuten ins Ziel. Er eroberte auch das Rote Trikot. Vincenzo Nibali konnte die Maglia Rosa verteidigen. Die Führung in der Bergwertung konnte Stefano Pirazzi (BAR) übernehmen. Bradley Wiggins musste in der Abfahrt vom zweiten Berg abreisen lassen und hatte zwischenzeitlich einen Rückstand von über einer Minute auf das Hauptfeld. Mithilfe seines Teams konnte er jedoch die Lücke schließen. Nach dem schwachen Zeitfahren hatte Ryder Hesjedal erneut einen schlechten Tag. Auf die Favoritengruppe verlor er 1:05 Minute.
Mit zwei Etappensiegen und vier Tagen im Maglia Rosa zählte das Team Katusha zu den großen Gewinnern der ersten Woche. Vincenzo Nibali konnte seiner Rolle als Top-Favorit gerecht werden, auch Cadel Evans und Robert Gesink zeigten sich gut in Form. Anders hingegen Bradley Wiggins. Der von Stürzen verfolgte Kapitän des SKY-Teams wurde immer wieder abgehängt. Auch beim Zeitfahren konnte er sich keinen großen Vorsprung herausfahren. Vorjahressieger Ryder Hesjedal hat kaum noch Chancen auf die Titelverteidigung. Als 11. der Gesamtwertung hat er nun schon 3:11 Minuten Rückstand auf Nibali. Viele Stürze und teilweise schlechtes Wetter prägten die erste Woche. 197 Fahrer erreichten Florenz.

### Zweite Woche
Nach dem Ruhetag stand die erste Hochgebirgsetappe (10. Etappe) an. Während der 176 Kilometer mussten zwei Anstiege der 1. Kategorie überwunden werden. Zuerst stand der 15 km lange und mit Rampen von bis zu 16 % steile Anstieg zum Passo Cason di Lanza an. Das Ziel Altopiano del Montasio befand sich in 1519 Meter Höhe. Der 22 Kilometer lange Schlussanstieg beginnt zunächst flach. Ab Kilometer 10 wird es deutlich anspruchsvoller. Der steilste Abschnitt mit bis zu 20 % Steigung befindet sich ca. 4 km vor dem Ziel. Das Renngeschehen wurde zunächst von einer 14 Fahrer starken Außenseitergruppe bestimmt, deren letzte Fahrer allerdings 7 Kilometer vor dem Ziel von der Favoritengruppe eingeholt wurden. Daraufhin attackierte der Kolumbianer Rigoberto Urán, der sich bis zu 50 Sekunden Vorsprung herausfahren konnte. Als gut vier Kilometer vor dem Ziel Vincenzo Nibalis letzter Helfer ausscherte, verschärfte der Sizilianer das Tempo. 1500 Meter vor dem Ziel konnte sich Carlos Betancur von der Gruppe um Nibali absetzen, doch auch er konnte Uran nicht mehr einholen und wurde hinter seinem Landsmann Zweiter. Bradley Wiggins zeigte erneut Schwächen und kam 37 Sekunden hinter der Gruppe um Nibali ins Ziel. Vincenzo Nibali konnte seinen Vorsprung in der Gesamtwertung aufgrund von Zeitbonifikationen auf 41 Sekunden auf Cadel Evans ausbauen. Neuer Dritter ist Uran mit einem Rückstand von 2:04 Minuten. Bradley Wiggins fiel auf Rang 4 zurück.
Der 11. Abschnitt endete mit einer Bergankunft der 2. Kategorie auf 809 Metern in Vajont. Zu Beginn des Rennens bildete sich eine 20 Fahrer umfassende Spitzengruppe. In der Abfahrt vom Sella Ciampigotto, einem Anstieg der 2. Kategorie, konnte Patrick Gretsch sich absetzen. Im Schlussanstieg wurde er von Ramūnas Navardauskas und Daniel Oss überholt. Navardauskas konnte sich anschließend von Oss absetzen und gewann die Etappe mit einem Vorsprung von 1:08 Minute vor dem Norweger. Dritter wurde der Führende der Bergwertung Stefano Pirazzi (BAR). Paul Martens wurde Fünfter, Gretsch 17. Die Favoritengruppe um Nibali kam mit einem Rückstand von 5:41 Minuten ins Ziel. Beñat Intxausti konnte durch eine Attacke im Schlussanstieg einen Vorsprung von 18 Sekunden auf das Feld herausfahren.
Mark Cavendish konnte die 12. Etappe im Massensprint gewinnen. Zweiter wurde Nacer Bouhanni vor Luka Mezgec. Für Cavendish war es der 100. Sieg seiner Karriere, außerdem konnte er die Maglia Rossa zurückerobern. Gleich zu Beginn der Etappe konnte sich eine fünfköpfige Spitzengruppe absetzen. Bei Dauerregen kamen 35 km nach dem Start vier der fünf Ausreißer in einer Kurve fast synchron zu Fall. Keiner der Gestürzten verletze sich ernsthaft. Erst wenige hundert Meter vor dem Ziel wurde die Gruppe vom Hauptfeld eingeholt. Bradley Wiggins, der an einer Stirnhöhlenentzündung erkrankt sein soll, verlor 3:17 Minuten auf Vincenzo Nibali.
Seinen Sieg vom Vortag konnte Mark Cavendish im Zielsprint der 13. Etappe wiederholen. Giacomo Nizzolo wurde Zweiter vor Luka Mezgec. Nicht mehr an den Start gingen Bradley Wiggins, Ryder Hesjedal und der französische Sprinter Nacer Bouhanni. Das Rennen wurde lange Zeit von einer siebenköpfigen Spitzengruppe bestimmt. Im weiteren Verlauf konnten sich weitere Fahrer vom Hauptfeld absetzen. Der letzte Ausreißer konnte erst zwei Kilometer vor dem Ziel gestellt werden. Am Ende der längsten Etappe des Giros war es für Cavendish bereits der 4. Tageserfolg.
Der Verlauf der 14. Etappe nach Bardonecchia (Jafferau) musste aufgrund von Schneefall kurzfristig geändert werden. Der Wintersportort Sestriere (Bergwertung der 2. Kategorie) wurde umfahren, wodurch die Etappe 12 Kilometer länger wurde. Die Ausreißergruppe des Tages bestand aus vier Italienern, deren letzte Fahrer aber im Schlussanstieg eingeholt wurden. Durch einen Angriff an der steilsten Stelle der Steigung zum Ziel konnte Vincenzo Nibali eine Selektion herbeiführen. Nur noch Carlos Betancur und Mauro Santambrogio (VIN) konnten ihm Folgen. Nachdem Betancur den beiden Italienern auf den letzten Kilometern nicht mehr folgen konnte, überließ Nibali Santambrogio den Sieg. Samuel Sánchez wurde Vierter, dahinter folgten Rigoberto Urán und Cadel Evans, die 33 Sekunden auf Nibali einbüßten. 25 km nach dem Start kam es zu einem schweren Sturz. Die Italiener Enrico Battaglin, Alessandro Vanotti und der Kolumbianer Robinson Chalapud (COL) waren gegen eine Verkehrsinsel geprallt. Battaglin, der die vierte Etappe gewonnen hatte, musste wegen Rippenbrüchen und Lungenquetschung das Rennen beenden. Auch Vanotti schied aus, Chalapud hingegen konnte das Rennen fortsetzen.
Auch die 15. Etappe konnte nicht wie geplant durchgeführt werden. Das Ziel wurde von der Passhöhe des Col du Galibier an das Denkmal für Marco Pantani (Les Granges du Galibier) verlegt. Der Col du Mont Cenis (1. Kat) und der Col du Télégraphe (2. Kat) konnten wie geplant befahren werden. Aufgrund der niedrigen Temperaturen fuhren die Fahrer die ersten 60 Kilometer der Etappe geschlossen Richtung Col du Mont Cenis. Erst kurz vor de Passhöhe attackierten die ersten Fahrer. In der Abfahrt bildete sich eine sieben Fahrer umfassende Spitzengruppe, die zu Beginn des Anstiegs zum Col du Télégraphe einen Vorsprung von 2:30 Minuten auf das Peloton hatte. Durch eine Attacke konnte sich Giovanni Visconti von der Fluchtgruppe absetzen. Am Télégraphe hatte er einen Vorsprung von einer Minute auf seine ehemaligen Mitstreiter herausgefahren. Eine weitere Minute dahinter folgte eine Gruppe um den Niederländer Robert Gesink, bevor mit insgesamt drei Minuten Rückstand die Gruppe den übrigen Klassementfahrern folgte. Visconti konnte seinen Vorsprung ins Ziel retten und die Etappe am Col du Galibier gewinnen. 42 Sekunden dahinter folgten Carlos Betancur, Przemysław Niemiec und Rafał Majka, die sich auf den letzten Kilometern von der Favoritengruppe absetzen konnten. Aufgrund der Zeitgutschrift eroberte Betancur das Weiße Trikot von Majka. Nibali erreichte das Ziel mit allen übrigen Favoriten 54 Sekunden nach dem Sieger. Auf den ersten fünf Plätzen des Gesamtklassement gab es keine Veränderungen.

### Dritte Woche
180 Fahrer gingen an den Start der 16 Etappe. Auf dem Weg über den Mont Cenis (1. Kategorie) zurück nach Italien bestimmte zunächst eine 23-köpfige Spitzengruppe das Geschehen. Im Anstieg nach Andrate (18 km vor dem Ziel, 3 Kategorie) wurden die letzten verblieben Ausreißer von der Favoritengruppe eingeholt. Nach den erfolglosen Attacken verschiedener Fahrer konnten sich am Ende der Abfahrt schließlich Tanel Kangert, Robert Gesink, Przemysław Niemiec sowie Beñat Intxausti absetzen. 1500 Meter vor dem Ziel wurde Gesink von einem Defekt gestoppt. Intxausti konnte sich im Sprint souverän vor Niemiec und Kangert durchsetzen. Ramūnas Navardauskas führte die Favoritengruppe um Nibali mit einem Rückstand von 14 Sekunden ins Ziel. Der bis dahin viertplatzierte Mauro Santambrogio (VIN) konnte im letzten Anstieg nicht mehr mithalten und verlor 2:23 Minuten auf den Sieger.
Giovanni Visconti konnte die 17. Etappe gewinnen. Zu Beginn des Rennens hatte sich eine vierköpfige Ausreißergruppe vom Feld gelöst, die aber im Verlauf des einzigen Anstieges (4. Kat.) 15 km vor dem Ziel eingeholt wurde. Im Anstieg attackierten zunächst Danilo Di Luca (VIN) und dann Visconti. 33 Sekunden nach Visconti überquerte die Gruppe mit den Favoriten die Bergwertung. In der Abfahrt attackierten verschiedene Fahrer, doch keiner konnte sich absetzen. 19 Sekunden hinter dem Sieger Visconti führte Ramūnas Navardauskas die erste große Gruppe mit allen Klassementfahrern ins Ziel.
Das Bergzeitfahren wurde am 18. Tag durchgeführt. Die Etappe begann auf 197 Metern Höhe im Velodrom von Mori. Nach 1,3 Kilometern folgte der erste Anstieg mit durchschnittlich 6,6 %. Nach der Zwischenzeit in Brentonico auf 695 Metern und 9,45 Kilometern führte die Strecke über einen 4,7 Kilometer langen welligen Abschnitt. Zum Schluss führte ein 6,5 Kilometer langer Abschnitt mit einer Steigung von 6,6 % ins Ziel auf 1201 Metern in Polsa. Die steilste Rampe mit 10 % befand sich 5,5 Kilometer vor der Ziellinie. Die für ein Bergzeitfahren relativ einfache Streckenführung bevorzugt weder Kletterer noch Zeitfahrspezialisten. Vincenzo Nibali konnte das Zeitfahren deutlich gewinnen und eine Vorentscheidung im Kampf um die Maglia Rosa fällen. Zweiter wurde der Samuel Sánchez. Der Spanier profitierte von zunächst trockenen Bedingungen, während die Top-Fahrer bei strömendem Regen starten mussten. Große Verlierer der Etappe waren Mauro Santambrogio (VIN) (24./ + 2:33 min), Cadel Evans (25./ + 2:36 min) und Robert Gesink (29./ + 2:55 min). Rafał Majka eroberte das Maglia Bianca von Carlos Betancur zurück und führte nun in dieser Sonderwertung mit 2 Sekunden vor dem Kolumbianer.
Aufgrund der niedrigen Temperaturen und des anhaltenden Schneefalls in den Alpen wurde die 19. Etappe abgesagt. Auch eine erst am Abend vorher bekanntgegebene Ausweichstrecke war nicht befahrbar. Zum ersten Mal seit 1989 musste eine Etappe aufgrund von Schneefall abgesagt werden.
Die Streckenführung der 20. Etappe musste wegen des anhaltenden Schneefalls geändert werden. Die ersten drei Pässe der Etappe wurden aus dem Programm genommen. Wie ursprünglich geplant konnte die um 7 Kilometer verlängerte Etappe auf 2304 Metern an den Drei Zinnen enden. Durch den Wegfall des Stilfser Jochs wurde die Wertung Cima Coppi an den Drei Zinnen abgenommen. Das Rennen wurde zunächst von einer vierköpfigen Gruppe bestimmt, die aber nichts mit dem Ausgang der Etappe zu tun hatte. 2,5 Kilometer vor dem Ziel konnte Vincenzo Nibali eine Selektion herbeiführen. Keiner seiner Konkurrenten konnte mit ihm mithalten. Nibali gewann die Etappe souverän vor den Kolumbianern Fabio Duarte (COL), Rigoberto Urán und Carlos Betancur. Betancur war noch zu Beginn des Anstiegs durch einen Defekt zurückgefallen. Rafał Majka wollte die Situation ausnutzen und sorgte mit seinem Team für eine Tempoverschärfung. Doch der Kolumbianer kämpfte sich zurück und konnte das Maglia Bianca von Majka zurückerobern. Cadel Evans verlor seinen zweiten Platz aufgrund von technischen Problemen an Uran. Durch seinen 2. Tagessieg eroberte Nibali das Maglia Rossa von Mark Cavendish und hatte nun einen Vorsprung von elf Punkten auf den Briten.

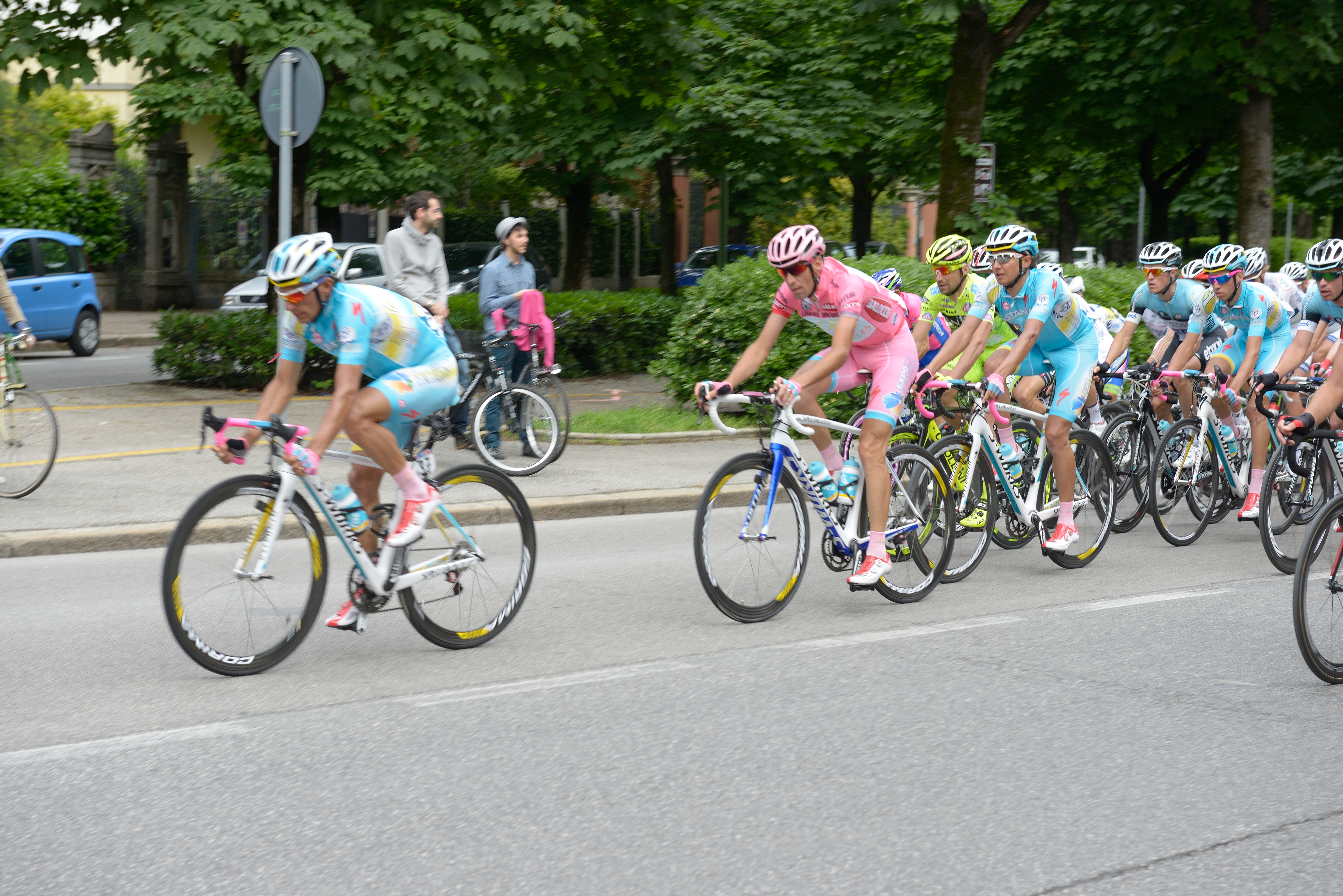
Vincenzo Nibali in Brescia

Die 21. und letzte Etappe gewann Mark Cavendish im Massensprint. Auf den weiteren Plätzen folgten Sacha Modolo und Elia Viviani. Cavendish eroberte das rote Trikot von Vincenzo Nibali zurück. Der Italiener sprintete nicht um Punkte für das Maglia Rossa mit. Neben 41 Etappensiegen bei den Grand Tours hatte Mark Cavendish nun auch die Punktewertung in den drei Wettbewerben gewonnen. Nachdem Vincenzo Nibali bereits 2010 und 2011 den Giro auf dem Podium beendet hatte, gewann er endlich die Italienrundfahrt. Für den Sizilianer war es der zweite Erfolg bei einer 3-wöchigen Landesrundfahrt, 2010 konnte er bereits bei der Vuelta a España triumphieren. Nibali zeigte so gut wie keine Schwächen und gewann das Rennen mit einem Vorsprung von 4:43 Minuten. Seit 2006 wurde kein Giro mehr mit einem so großen Vorsprung gewonnen. Der zweitplatzierte Rigoberto Urán ging eigentlich als Edelhelfer für seinen Kapitän Bradley Wiggins ins Rennen. Beim Kampf um die Maglia Bianca konnte sich Carlos Betancur mit einem Vorsprung von nur 41 Sekunden vor Rafał Majka durchsetzen. Die Entscheidung in dieser Wertung fiel erst auf der letzten Bergetappe. Das Rennen beendete Betancur, der bereits bei mehreren Rennen im Frühjahr auf sich aufmerksam machen konnte, auf dem fünften Platz. Stefano Pirazzi gewann mit deutlichem Vorsprung das Maglia Azzurra. Mit dem 2. Platz beim Teamzeitfahren, einem Tag in rosa, vier Etappensiegen und dem Sieg der Mannschaftswertung Super Team war das spanische Movistar Team eine der erfolgreichsten Mannschaften.

## Wertungen im Rennverlauf
- Der Führende der Gesamtwertung trug die Maglia Rosa. Die Reihenfolge der Wertung ergibt sich aus den Zeitabständen zwischen den einzelnen Fahrern nach jeder Etappe. Zusätzlich gab es im Ziel einer jeden Etappe, außer den Zeitfahren, Zeitgutschriften in Höhe von 20, 12 und 8 Sekunden für die ersten drei Fahrer. Bei den Zwischensprints erhalten die ersten drei Fahrer einen Bonus von 6, 4, 2 Sekunden.[36][37] Im Gegensatz zum letzten Jahr wurden nun auch bei den Bergankünften Zeitgutschriften vergeben und während jeder Etappe werden in diesem Jahr zwei, statt wie im Vorjahr ein, Zwischensprint ausgetragen.[38]
- Der Führende der Punktewertung trug die Maglia Rossa. Für die ersten 15 Fahrer im Ziel einer Etappe wurden die Punkte folgendermaßen vergeben: 25, 20, 16, 14, 12, 10, 9, 8, 7, 6, 5, 4, 3, 2, 1. Bei den Zwischensprints sind für die ersten sechs Fahrer 8, 6, 4, 3, 2 und 1 Punkte zu holen.
- Der Führende der Bergwertung trug die Maglia Azzurra. Die Vergabe der Punkte erfolgt nach Schwierigkeit des Anstieges in fünf Kategorien: Cima Coppi (21, 15, 9, 5, 3, 2 und 1 Punkte), 1. Kategorie (15, 9, 5, 3, 2 und 1 Punkte), 2. Kategorie (9, 5, 3, 2 und 1 Punkte), 3 Kategorie (5, 3, 2 und 1 Punkte) und 4. Kategorie (3, 2 und 1 Punkte). Dieses Jahr werden an 33 Anstiegen[39] Punkte vergeben (1× Cima Coppi, 7× 1. Kat., 8× 2. Kat., 7× 3. Kat und 10× 4. Kat.).
- Der Führende der Nachwuchswertung trug das Maglia Bianca. Um das Weiße Trikot des besten Jungprofis kämpften alle Fahrer, die vor dem 1. Januar 1988 geboren wurden.
- Mannschaftswertungen
  - Die Teamwertung Winning Team war eine Zeitwertung für die Mannschaften. Für diese Wertung wurde die Zeit der besten drei Fahrer eines Teams bei jeder Etappe addiert.
  - Die Teamwertung Super Team war eine Punktewertung für die Mannschaften. Für diese Wertung erhielten die ersten 20 Fahrer im Ziel einer jeden Etappe Punkte.

Die Tabelle zeigt die Führenden der jeweiligen Gesamtwertung nach Abschluss der Etappe an.
| Etappe | Gesamtwertung    | Punktewertung   | Bergwertung       | Nachwuchswertung | Winning Team    | Super Team      |
| ------ | ---------------- | --------------- | ----------------- | ---------------- | --------------- | --------------- |
| 01.    | Mark Cavendish   | Mark Cavendish  | Giovanni Visconti | Elia Viviani     | Orica GreenEdge | Orica GreenEdge |
| 02.    | Salvatore Puccio | Mark Cavendish  | Giovanni Visconti | Salvatore Puccio | Sky ProCycling  | Orica GreenEdge |
| 03.    | Luca Paolini     | Luca Paolini    | Willem Wauters    | Fabio Aru        | Katusha         | Katusha         |
| 04.    | Luca Paolini     | Luca Paolini    | Giovanni Visconti | Fabio Aru        | Katusha         | Katusha         |
| 05.    | Luca Paolini     | Luca Paolini    | Giovanni Visconti | Fabio Aru        | Katusha         | Katusha         |
| 06.    | Luca Paolini     | Mark Cavendish  | Giovanni Visconti | Fabio Aru        | Katusha         | Katusha         |
| 07.    | Beñat Intxausti  | Mark Cavendish  | Giovanni Visconti | Rafał Majka      | Katusha         | Katusha         |
| 08.    | Vincenzo Nibali  | Mark Cavendish  | Giovanni Visconti | Wilco Kelderman  | Astana Pro Team | Orica GreenEdge |
| 09.    | Vincenzo Nibali  | Cadel Evans     | Stefano Pirazzi   | Wilco Kelderman  | Blanco          | BMC Racing Team |
| 10.    | Vincenzo Nibali  | Cadel Evans     | Stefano Pirazzi   | Rafał Majka      | Sky ProCycling  | Sky ProCycling  |
| 11.    | Vincenzo Nibali  | Cadel Evans     | Stefano Pirazzi   | Rafał Majka      | Sky ProCycling  | Sky ProCycling  |
| 12.    | Vincenzo Nibali  | Mark Cavendish  | Stefano Pirazzi   | Rafał Majka      | Sky ProCycling  | Sky ProCycling  |
| 13.    | Vincenzo Nibali  | Mark Cavendish  | Stefano Pirazzi   | Rafał Majka      | Sky ProCycling  | Sky ProCycling  |
| 14.    | Vincenzo Nibali  | Mark Cavendish  | Stefano Pirazzi   | Rafał Majka      | Sky ProCycling  | Sky ProCycling  |
| 15.    | Vincenzo Nibali  | Mark Cavendish  | Stefano Pirazzi   | Carlos Betancur  | Sky ProCycling  | Sky ProCycling  |
| 16.    | Vincenzo Nibali  | Mark Cavendish  | Stefano Pirazzi   | Carlos Betancur  | Sky ProCycling  | Movistar        |
| 17.    | Vincenzo Nibali  | Mark Cavendish  | Stefano Pirazzi   | Carlos Betancur  | Sky ProCycling  | Movistar        |
| 18.    | Vincenzo Nibali  | Mark Cavendish  | Stefano Pirazzi   | Rafał Majka      | Sky ProCycling  | Sky ProCycling  |
| 19.    | Vincenzo Nibali  | Mark Cavendish  | Stefano Pirazzi   | Rafał Majka      | Sky ProCycling  | Sky ProCycling  |
| 20.    | Vincenzo Nibali  | Vincenzo Nibali | Stefano Pirazzi   | Carlos Betancur  | Sky ProCycling  | Sky ProCycling  |
| 21.    | Vincenzo Nibali  | Mark Cavendish  | Stefano Pirazzi   | Carlos Betancur  | Sky ProCycling  | Movistar        |
| Sieger | Vincenzo Nibali  | Mark Cavendish  | Stefano Pirazzi   | Carlos Betancur  | Sky ProCycling  | Movistar        |

## UCI WorldTour
Der Giro d’Italia ist das 15. von 28 Rennen der UCI WorldTour 2013. Punkte für die Gesamtwertung wurden wie folgt vergeben:
| Platzierung   | 1.  | 2.  | 3.  | 4. | 5. | 6. | 7. | 8. | 9. | 10. | 11. | 12. | 13. | 14. | 15. | 16. | 17. | 18. | 19. | 20. |
| Gesamtwertung | 170 | 130 | 100 | 90 | 80 | 70 | 60 | 52 | 44 | 38  | 32  | 26  | 22  | 18  | 14  | 10  | 8   | 6   | 4   | 2   |
| Etappe        | 16  | 8   | 4   | 2  | 1  |    |    |    |    |     |     |     |     |     |     |     |     |     |     |     |

Vincenzo Nibali konnte Platz zwei hinter Fabian Cancellara und vor Peter Sagan übernehmen, die nicht am Giro d’Italia teilgenommen haben. Spanien musste erstmals in dieser Saison die Führung in der Nationenwertung abgeben. Keine Veränderungen gab es auf den ersten vier Plätzen der Teamwertung.

## Doping
Am 15. Mai gab die UCI bekannt, dass der Franzose Sylvain Georges von AG2R La Mondiale (ALM) am 11. Mai positiv auf Heptaminol getestet worden ist. Georges hätte das Rennen zwar fortsetzen dürfen, da es sich bei Heptaminol um eine sogenannte „spezifische Substanz“ handelt. Aufgrund der großen Verbreitung von Heptaminol, vor allem in medizinischen Produkten, kann es besonders leicht zu unbeabsichtigten Verstößen kommen. Allerdings entschied sich Georges dazu, den Giro zu beenden.
Da dies der zweite Dopingfall innerhalb von zwölf Monaten bei AG2R La Mondiale ist, verzichtete das Team auf einen Start beim Critérium du Dauphiné (2.–9. Juni 2013). Bereits im September 2012 wurde Steve Houanard positiv auf EPO getestet.
Am 24. Mai wurde bekannt gegeben, dass Danilo Di Luca vom Team Vini Fantini-Selle Italia (VIN) am 29. April positiv auf EPO getestet worden ist. Der 37-jährige Italiener wurde in der Vergangenheit schon mehrfach mit Doping in Verbindung gebracht. Unter anderem wurde er 2009 gesperrt, nachdem man ihn positiv auf CERA getestet hat. Er wurde disqualifiziert und als Wiederholungstäter lebenslang gesperrt.
Am 3. Juni gab die UCI bekannt, dass Mauro Santambrogio am 4. Mai positiv auf EPO getestet worden ist. Wie Danilo Di Luca gehört auch Mauro Santambrogio dem Italienischen Team Vini Fantini-Selle Italia (VIN) an. Santambrogio beendete die Rundfahrt auf dem 9. Platz und konnte den 14. Abschnitt, eine Bergetappe nach Bardonecchia (Jafferau), gewinnen. Er wurde disqualifiziert und als Kronzeuge bis zum 2. November 2014 gesperrt.
Aufgrund der beiden Dopingfälle entschloss sich die Team-Leitung von Vini Fantini-Selle Italia die Wild Card für die Lombardei-Rundfahrt 2013 zurückzugeben. Wie der Giro d’Italia wird auch die Lombardei-Rundfahrt von RCS Sport organisiert.

## Berichterstattung
Der Fernsehsender Eurosport sendete jeden Nachmittag mehrere Stunden live von den Etappen auf seinem Pay-TV Kanal Eurosport 2. An den Wochenenden wurde das Rennen auch im Free-TV übertragen. Abends zeigte Eurosport verkürzte Wiederholungen der Etappen. Kommentiert wurde das Rennen von Karsten Migels und Jean-Claude Leclercq. Während der 14. Etappe war aufgrund des schlechten Wetters keine Live-Übertragung von der Strecke möglich. Erst die stationären Kameras im Zielbereich der Etappe im Zielbereich konnten Live-Bilder übertragen.